# Hell in a Handbasket
Hell in a Handbasket es el undécimo álbum de estudio publicado por el cantante estadounidense Meat Loaf el 30 de septiembre de 2011 en Oceanía, el 27 de febrero de 2012 en el Reino Unido y el 13 de marzo del mismo año en Norteamérica.

## Lista de canciones
| N.º | Título                                                          | Duración |  |
| 1.  | «All of Me»                                                     | 5:17     |  |
| 2.  | «Fall from Grace»                                               | 3:46     |  |
| 3.  | «The Giving Tree»                                               | 4:54     |  |
| 4.  | «Mad Mad World/The Good God Is a Woman and She Don't Like Ugly» | 4:05     |  |
| 5.  | «Party of One»                                                  | 3:59     |  |
| 6.  | «Live or Die»                                                   | 4:27     |  |
| 7.  | «California Dreamin'» (Dueto con Patti Russo)                   | 3:57     |  |
| 8.  | «Another Day»                                                   | 5:03     |  |
| 9.  | «40 Days»                                                       | 5:23     |  |
| 10. | «Our Love and Our Souls» (Dueto con Patti Russo)                | 4:00     |  |
| 11. | «Stand in the Storm»                                            | 4:37     |  |
| 12. | «Blue Sky»                                                      | 2:57     |  |

## Créditos
- Meat Loaf — voz
- Paul Crook – guitarra, teclados
- Randy Flowers – guitarra, coros
- Danny Miranda – bajo
- Justin Avery – piano, teclados, coros
- Dave Luther – saxo, coros
- John Miceli – batería, percusión
- Patti Russo – voz, coros